# Калтанисета (провинция)
Калтанисета (на италиански: Provincia di Caltanissetta) е провинция в Италия, в региона Сицилия.
Площта ѝ е 2124 км², а населението – около 273 000 души (2007). Провинцията включва 22 общини, административен център е град Калтанисета.

## Административно деление
Провинцията се състои от 22 общини:
- Калтанисета
- Акуавива Платани
- Бомпенсиере
- Бутера
- Валелунга Пратамено
- Вилалба
- Делия
- Джела
- Кампофранко
- Мадзарино
- Марианополи
- Милена
- Монтедоро
- Мусомели
- Нишеми
- Резутано
- Риези
- Сан Каталдо
- Санта Катерина Вилармоза
- Серадифалко
- Соматино
- Сутера